# Dypsis delicatula
Dypsis delicatula là loài thực vật có hoa thuộc họ Arecaceae. Loài này được Britt & J.Dransf. mô tả khoa học đầu tiên năm 2005.